# 230 Athamantis
A 230 Athamantis a Naprendszer kisbolygóövében található aszteroida. Leo Anton Karl de Ball fedezte fel 1882. szeptember 3-án.